# 壯志凌雲 (1936年電影)

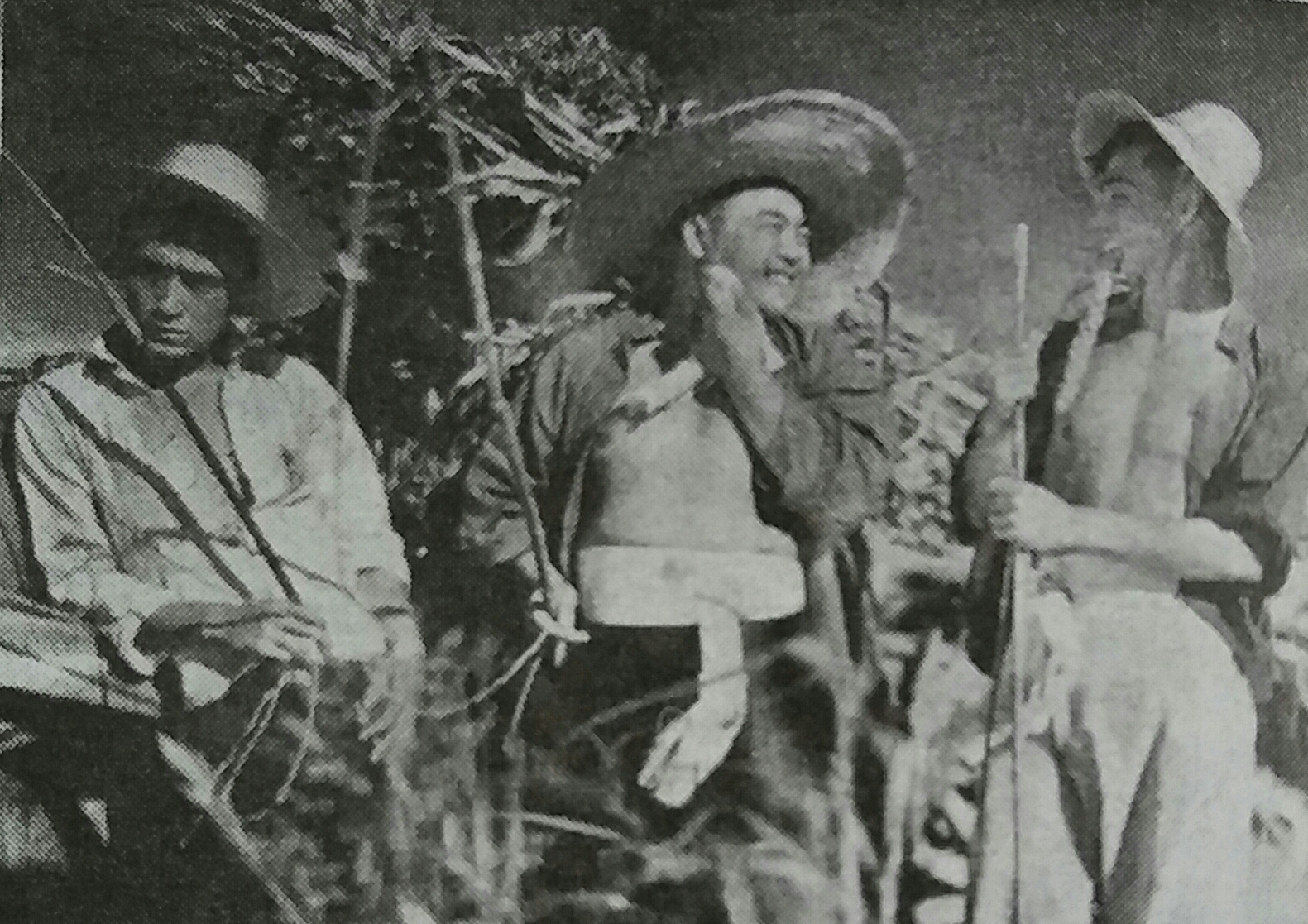
《壮志凌云》剧照

《壮志凌云》是一部1936年新华影业公司制作，吴永刚编导，金焰、王人美主演的电影。 影片原本是以日本侵略中国东北为背景，但因当时国民政府中央电影审查委员会的反对而改成边省抗击匪徒的影片。影片公映后，观众反应强烈，被当时的媒体称为“充满刚毅勇敢和血腥气味的一部纯粹的国防影片”。日本人很忌恨这部影片。1937年，上海沦为孤岛后，新华影业公司曾被命令交出该片的拷贝，但当时拷贝已经被转移到了香港。太平洋战争期间，日本占领香港后曾发现一部《壮志凌云》的拷贝，当场就销毁了:208-210:147-150。
这部影片的成功，使刚刚成立不久的新华影业公司在1930年代中国左翼电影的浪潮中崛起，成为当时中国电影业的领头羊。

## 制作与公映

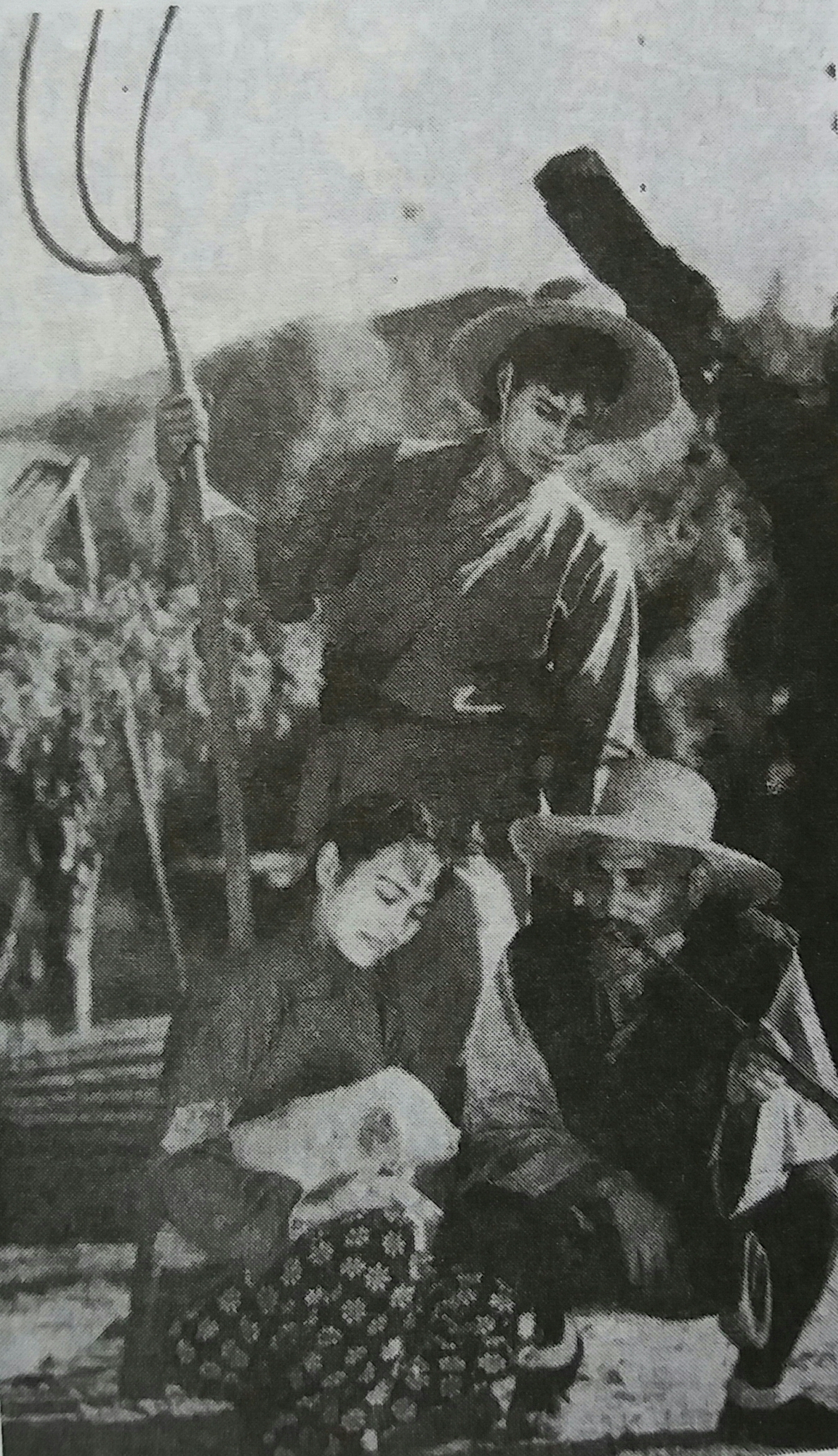
《壮志凌云》剧照

1936年，日本以中国破坏《塘沽协定》为由，入侵华北5省；而蒋介石政府依然坚持反共路线，与日本签订了《何梅协定》和《秦土协定》，将华北大部分地区的主权让给日本人。《壮志凌云》就是在这一背景下制作的。影片的剧本是吴永刚综合了大家的故事后成型的。吴永刚在写《壮志凌云》剧本的时候几乎住在金焰家，与金焰、田方、王滨等人一起构思故事的情节。当时金焰的大哥金煐因腿病在上海修养，有时也参加他们的讨论，讲些朝鲜人在东北抗日的故事。:206-208:3=146-147。
在《壮志凌云》剧本的初稿，吴永刚是写明老王垦荒的地方是中国东北，进犯的是敌寇。但剧本在开拍前却遭到了国民政府中央电影检查处的反对，“不许提东北，不许提敌寇。插曲《拉犁歌》中的‘水旱成灾三千里，县官催租如火急’言词过激，回去改了！”无奈，剧组只好把东北改成边省，敌寇改为匪徒。歌词的背景也从1930年代改为1920年代初，变成指责封建军阀统治时期。就这样，《壮志凌云》终于在1936年9月开机。影片在拍摄完毕在上海租界内公映时，也碰上重重阻力，日本租界当局给影片判了“禁放”的死刑。当时正巧薛伯青抢拍的《绥远前线新闻片》在金城大戏院公映，引起轰动，上海市民群情激奋。上海租界当局迫于民众压力同意《壮志凌云》进行删剪后公映。吴永刚暗地准备了《壮志凌云》删剪版和完整版两个版本：在电影院里放映的是完整版，如遇异常情况就该放删剪版；在电影院放映时，还加映《绥远前线新闻片》。:208-210:147-150

## 剧情
农民老王带着女儿黑妞和养子儿子顺儿，背井离乡来到边地垦荒，经过十年的建设建起了太平村。黑妞和顺儿也长大成人，青梅竹马。青年农民田德厚对黑妞一往情深，前去老王家提亲，但遭到拒绝。为此，他很怨恨顺儿。不久太平村遭到匪徒的骚扰，顺儿被推举为领袖。匪徒假扮卖药老头混入村里，发现田德厚和顺儿的矛盾。不想田德厚将计就计，拿了匪徒的枪支，之后与顺儿一起将奸细处死了。在一次与敌人的战争中，田德厚和黑妞都英勇牺牲了，顺儿率领众人悲愤地向敌人冲去… …:206-208:146-147

## 演员表
| 演员   | 角色   | 简介                         | 备注 |
| ------ | ------ | ---------------------------- | ---- |
| 金焰   | 顺儿   | 男主角，孤儿，农民老王的养子 |      |
| 王人美 | 黑妞   | 女主角，农民老王的女儿       |      |
| 田方   | 田德厚 | 追求黑妞的村民               |      |
| 金仓   | 小顺儿 | 幼年时的顺儿                 |      |
| 陈燕燕 | 小黑妞 | 幼年时的黑妞                 |      |